# Irving Baxter
Irving Knott „Irv“ Baxter (* 25. März 1876 in Utica, New York; † 13. Juni 1957 ebenda) war ein US-amerikanischer Leichtathlet, der bei den Olympischen Spielen 1900 in Paris in fünf verschiedenen Sprungdisziplinen insgesamt zweimal Erster und dreimal Zweiter wurde. Seine Stärke waren die nur bis 1912 olympischen Disziplinen Hoch-, Weit- und Dreisprung aus dem Stand.
Der für die Universität Pennsylvania startende Baxter ist der einzige Doppelolympiasieger im Hoch- und Stabhochsprung der Geschichte. Er befand sich fünf Jahre lang an vorderster Stelle auf der Liste der weltbesten Hochspringer: 1900 an 1. Stelle (1,91 m), 1897 an 2. Stelle (1,88 m), 1898 und 1899 an 3. Stelle (1,90 m bzw. 1,89 m) und 1901 an 4. Stelle (1,85 m).

## Erfolge

### National
- Hochsprung: AAU-Meister 1897 (1,88 m), 1898 (1,83 m), 1899 (1,85 m), 1900 (1,85 m) und 1902 (1,71 m) sowie IC4A-Meister 1899 (1,88 m)
- Stabhochsprung: AAU-Meister 1899 (3,27 m)

### International
- Kanadische Meisterschaften: Sieger im Stabhochsprung 1899 (10'8" = 3,25 m)
- AAA-Meisterschaften in Großbritannien: Sieger im Hochsprung 1900 (1,88 m) und 1901 (1,80 m) sowie im Stabhochsprung 1901 (3,00 m)
- Olympische Spiele 1900 in Paris
  - Gold[1] im Hochsprung (1,90 m) vor dem Iren Patrick Leahy (1,78 m) und dem Ungarn Lajos Gonczy (1,75 m)
  - Gold im Stabhochsprung (3,30 m) vor seinem Landsmann Meredith Colket (3,25 m) und dem Norweger Carl Albert Andersen (3,20 m)
  - Silber im Standhochsprung (1,525 m) hinter Ray Ewry (1,655 m) und vor Lewis Sheldon (1,50 m), beide USA
  - Silber im Standweitsprung (3,135 m) hinter Ray Ewry (3,302 m) und vor dem Franzosen Émile Torcheboeuf (3,035 m)
  - Silber im Standdreisprung (9,95 m) hinter Ray Ewry (10,58 m) und vor Robert Garrett (9,50 m), beide USA

## Anmerkung
1. 1 2  Eine Auszeichnung der ersten drei Plätze in der heutigen Form mit Gold-, Silber- und Bronzemedaille hatte es 1900 nicht gegeben. Bei einigen Sportarten und Wettbewerben wurden Plaketten aus Silber oder Bronze vergeben.

| Personendaten    | Personendaten                     |
| ---------------- | --------------------------------- |
| NAME             | Baxter, Irving                    |
| ALTERNATIVNAMEN  | Baxter, Irving Knott; Baxter, Irv |
| KURZBESCHREIBUNG | US-amerikanischer Leichtathlet    |
| GEBURTSDATUM     | 25. März 1876                     |
| GEBURTSORT       | Utica (New York)                  |
| STERBEDATUM      | 13. Juni 1957                     |
| STERBEORT        | Utica (New York)                  |